# Sporting da Madeira
Sporting da Madeira é um clube desportivo da cidade do Funchal, capital da Região Autónoma da Madeira que foi fundado em 9 de Junho de1934. Foi a par do Marítimo, União e do Nacional um dos principais clubes madeirenses de futebol. É filial nº 76 do Sporting Clube de Portugal. Actualmente a actividade desportiva do clube centra-se na prática do tenis de mesa, pesca e  bilhar.